# Anthemiphylliidae
Anthemiphylliidae é uma família de cnidários antozoários da subordem Faviina, ordem Scleractinia.

## Géneros
- Anthemiphyllia De Pourtalès, 1878